# Ecce Ancilla Domini
Ecce Ancilla Domini (también denominado La Anunciación) es un cuadro del pintor Dante Gabriel Rossetti, realizado en 1850, que se encuentra en la Tate Britain de Londres. Un primer boceto fue realizado el 25 de octubre de 1849. La pintura, a la que se dio el título de Ecce Ancilla Domini (las palabras pronunciadas en respuesta al ángel por María), se presentó en una exposición gratuita de la Institución Nacional de Bellas Artes en abril de 1850. Se quedó sin vender hasta 1853, cuando fue comprado por Francisco McCracken en Belfast.

## El tema
La anunciación es el episodio de la vida de la Virgen María en el que el arcángel Gabriel le anuncia que va a ser madre de Jesús. Frecuentemente representado en el arte paleocristiano y posterior, rara vez se usó para la decoración de catacumbas o cementerios cristianos, a diferencia de otros temas relacionados con la Encarnación de Jesucristo.

## Descripción de la obra

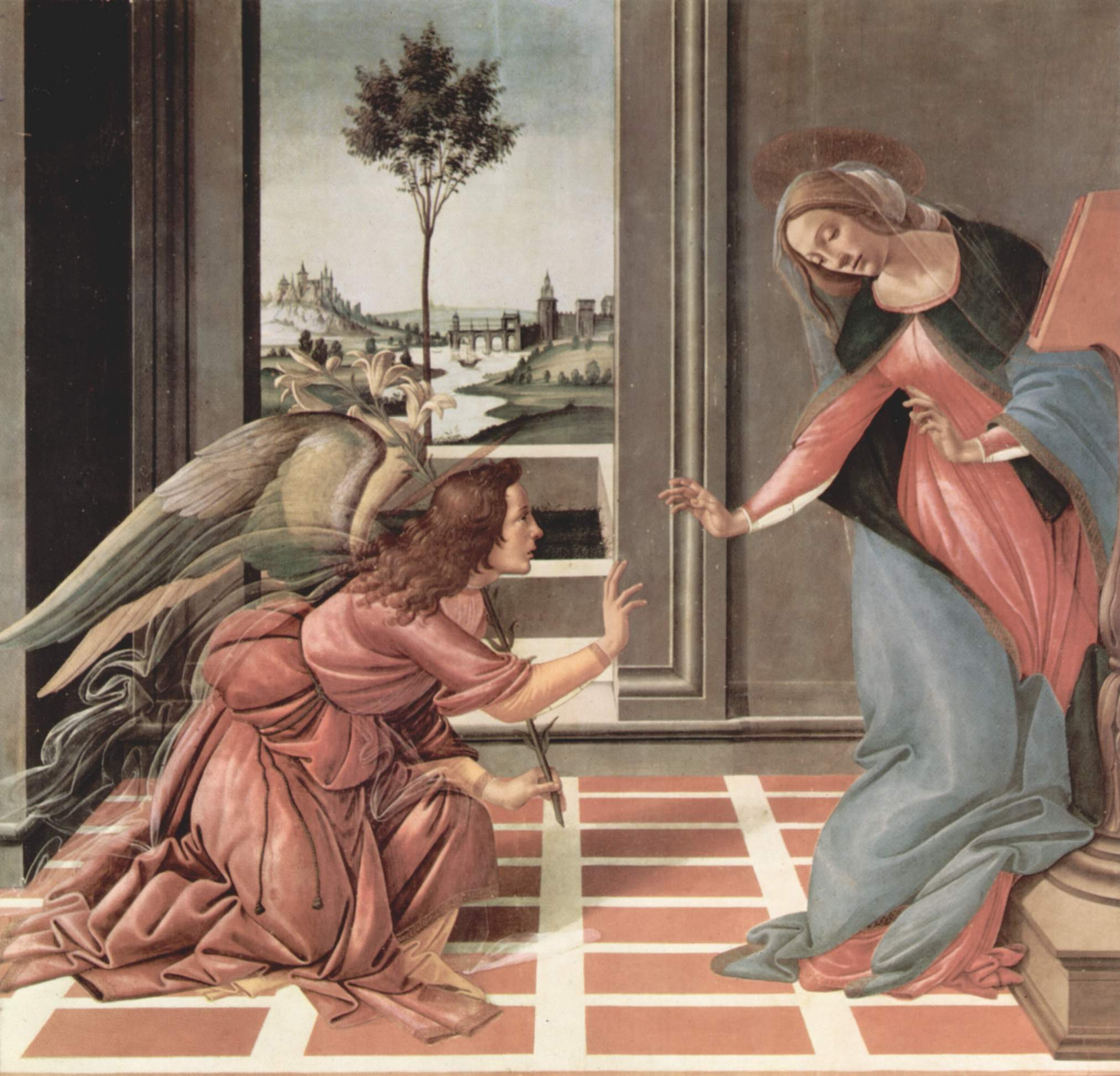
Anunciación de Cestello, de Sandro Botticelli (1489)

La historia se representa de forma muy realista, reconocible tanto en el uso del color como en las actitudes de los personajes. El ángel Gabriel se representa como un ser humano completo, de pie delante de la cama de la Virgen y le entrega un lirio, mientras María, pelirroja, está vestida con un vestido blanco, en un camastro con el borde inferior de reflejos de oro. La Virgen está sentada en una cama humilde, asustada y temerosa en una mirada diferente a los cuadros habituales del mismo tema. Otros elementos de la pintura son la tela azul cerca de la ventana, el perchero rojo, la paloma, símbolo del Espíritu Santo y otros, todos con un valor simbólico preciso.
El autor tomó como modelos a su hermana para la virgen y a su hermano para el ángel.